# Hungara Heroldo
Hungara Heroldo (en français : « Héraut hongrois », sous-entendu : de l'espéranto) est une revue espérantiste publiée à Budapest, en Hongrie. Fondée en janvier 1928 par Lajos Kökény, qui occupe le rôle d’éditeur et de rédacteur jusqu’en décembre 1930 (puis de nouveau en 1935-1936). À partir de 1931, la revue, devenue trimestrielle, est éditée par la Hungarlanda Esperanto-Societo. Son rédacteur de 1931 à octobre 1932 (puis de 1937 à 1944) est József Miĥalik (eo), qui est remplacé en octobre 1932 par József Takács (eo), jusqu'en 1934. À partir de 1935, elle a pour sous-titre Mezeŭropa revuo en Esperanto ("Revue d'Europe centrale en espéranto"), et devient en 1937 la revue officielle de  l'HES (Hungara Esperanto-Societo : l'Association hongroise d'espéranto). Le dernier numéro paru semble être celui de septembre 1944.